# La Fresnaye-sur-Chédouet
La Fresnaye-sur-Chédouet là một xã thuộc tỉnh Sarthe trong vùng Pays-de-la-Loire tây bắc nước Pháp. Xã này nằm ở khu vực có độ cao từ 135-296 mét trên mực nước biển.